# Nゲージダイキャストスケールモデル
Nゲージダイキャストスケールモデル（ナインゲージダイキャストスケールモデル）は、株式会社トレーンが製造・販売する鉄道玩具（スケールモデル）。商品名に「Nゲージ」を冠するが、鉄道模型としての「Nゲージ」とは似て非なる製品である。トレーン社では「N」を「ナイン」と読ませ、本製品の商品名は「ナインゲージ」と読ませる。
本項では、同製品の路面電車版であるTRAM'S（トラムズ）についても記述する。その他の製品については「トレーン (玩具メーカー)」の記事を参照のこと。

## Nゲージダイキャストスケールモデル
ダイカスト技術を用いて製造される鉄道玩具で、玩具店、家電量販店、百貨店、スーパーマーケット、ホームセンター、駅売店、ファミリーレストランなど、さまざまな場所で販売されている。販路の広さと多彩なラインナップ、手頃な価格から、かつてダイカスト製鉄道玩具のトップシェアを占めていたダイカスケールを少数生産に追い込んだ。
製品は箱に合わせた大きさとなっていて、縮尺はおおむね1/120－1/176の「箱スケール」である。鉄道模型のNゲージより車体が一回り大きいことが多い。
車体は金属製で重量感があり頑丈で、鉄道模型よりも玩具としての堅牢性や安全性を重視した造りとなっている。窓ガラスや台車はプラスチック製だが、こちらも破損しにくいよう厚手に作られている。2000年代以降の製品では、はめ込み式の窓ガラスの採用、ロゴマークの印刷などにより精密さが向上している。
また、車両本体だけでなく「Nゲージアクセサリー」として、走らせて遊べる専用レール「おあそびレール」とプラットホーム「おあそびレール　街の駅セット」、ディスプレイ用「おかざりレール」「ディスプレイケース」、車両を連結できる「交換用連結器」が発売されている。
なお、当製品は車輪が絶縁されておらず、二線式鉄道模型のレールに載せて通電するとショートして危険なため注意が必要である。 

### ラインナップ
ラインナップは、新幹線をはじめ国鉄・JRの特急形・通勤形車両を中心に、大手私鉄とそのグループ会社、一部中小私鉄（富士急行）や第三セクター鉄道（つくばエクスプレス）を製品化している。機関車を除くと、編成の先頭に来る車両（先頭車など）がほとんどであるが、JR貨物の貨車（コンテナ車）など一部の車種に限り中間車も存在する。
2014年2月1日より価格改定された。本体価格は1,200円（2020年現在）。
No.1「0系新幹線」に始まり、No.87「N700系新幹線」までが製品化されている（2020年現在）。ラインナップは多岐にわたるため、詳細については株式会社トレーンの公式サイトを参照。

## TRAM'S（トラムズ）
Nゲージダイキャストスケールモデルと同様のシリーズで、ダイカスト製鉄道玩具の路面電車版として「TRAM'S （トラムズ）」が展開されている。
事業者名入りの線路を模したディスプレイ用台座が付属する。本体価格は650円（2020年現在）。

### ラインナップ
株式会社トレーンの公式サイトに掲載されている現行品のみ記載。
- No.3 万葉線
- No.4 富山地方鉄道
- No.6 岡山電気軌道
- No.11 熊本市交通局